# Amplitud de movimiento articular

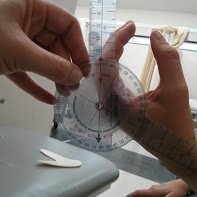
Medición de la amplitud del movimiento de flexión de la articulación metacarpo-falángica del dedo índice con un goniómetro adaptado.

La amplitud de movimiento articular (a menudo abreviada como ROM, del inglés Range Of Motion), también conocida como rango de movimiento articular, o simplemente, amplitud articular, es la distancia, normalmente expresada en grados, que puede recorrer una articulación desde su posición neutra hasta su límite máximo en la realización de un movimiento.

## Medición de la amplitud articular

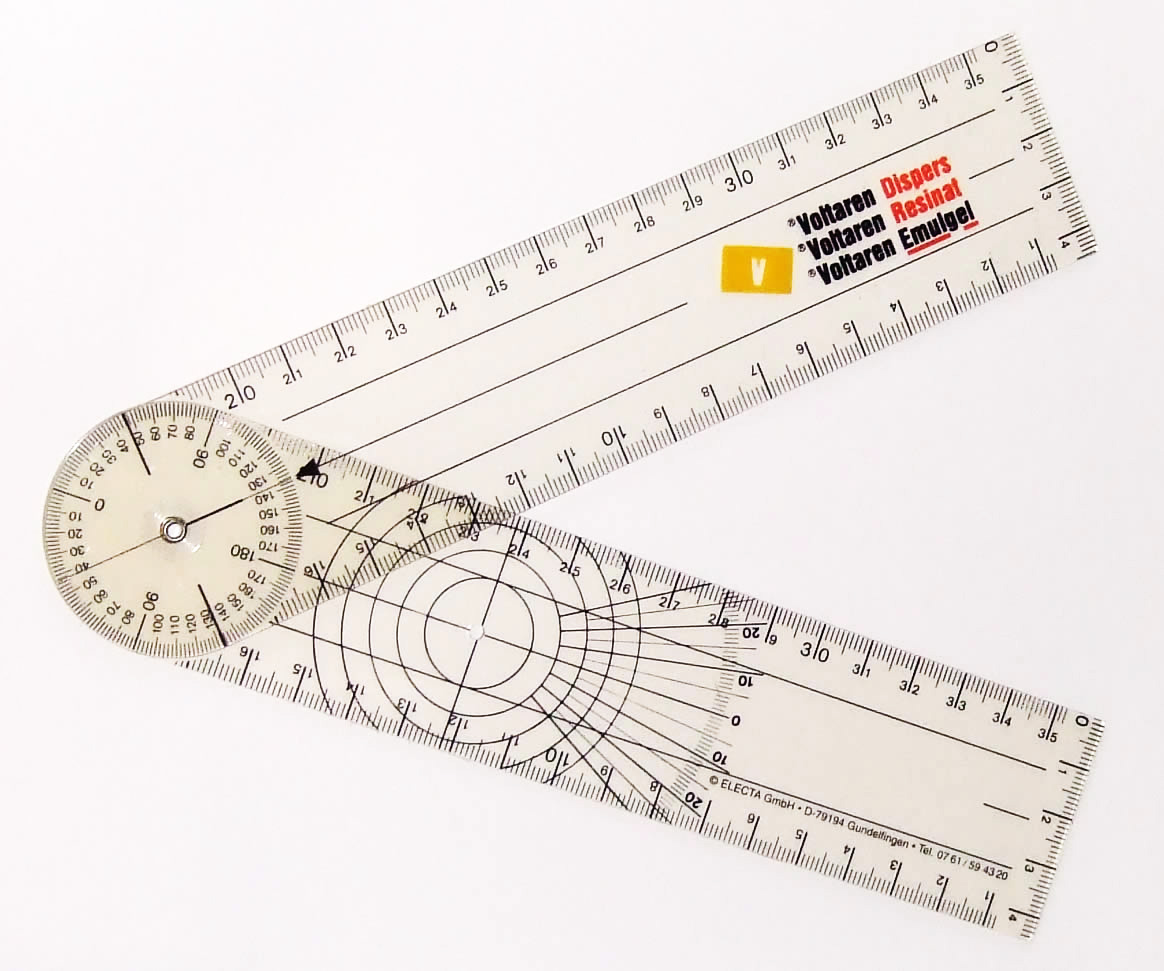
Ejemplo de goniómetro utilizado en la evaluación clínica en fisioterapia.

El instrumento más usado para medir la amplitud articular es el goniómetro. Se trata de una herramienta similar al transportador de ángulos con dos brazos móviles y un círculo o semicírculo en su eje con notaciones para los grados del ángulo a medir, aunque existen múltiples variaciones respecto a su diseño. Algunas articulaciones requieren de goniómetros especiales (por ejemplo, en la medición de la flexión de la articulación metacarpo-falángica).
A la hora de realizar la medición, en primer lugar se debe identificar la articulación o región a medir. A continuación, el sujeto coloca la articulación en posición neutra. Posteriormente, anclando el goniómetro en un punto fijo con un brazo y acompañando el movimiento con el otro, se realizará el movimiento indicado de forma activa por el paciente (AROM, del inglés active range of motion) o pasiva por el terapeuta o examinador (PROM, passive range of motion). Una vez el sujeto haya llegado al límite de su movimiento, se registra la distancia en grados desde la posición neutra hasta su posición límite. Con frecuencia, además, se registran otras variables durante la medición como la presencia de dolor o no en realización del ejercicio, o la existencia de armonía en la ejecución del movimiento.
En la práctica clínica, a menudo se compara la cantidad de movimiento registrado con la cantidad de movimiento esperada para el grupo de edad y sexo del sujeto. Se trata de una medición frecuentemente registrada y utilizada como variable principal en la realización de ensayos clínicos en los que el grupo experimental ha realizado una terapia encaminada a aumentar la movilidad.

## Limitación de la amplitud articular
Una limitación de la amplitud de movimiento ocurre cuando esta es menor a la esperada para el rango de edad y sexo del sujeto. Esta suele estar causada por un problema mecánico de la articulación (como un bloqueo articular), por inflamación del tejido circundante a esta, por rigidez muscular o por dolor. A menudo, enfermedades como la artritis reumatoide, la espondilitis anquilosante o la osteoporosis suelen conllevar una reducción de la cantidad de movimiento de las articulaciones afectadas. Además, la limitación del movimiento suele estar asociada a una limitación de la función del individuo.

### Aumento de la amplitud articular
En medicina, fisioterapia y terapia ocupacional se estudian métodos que tienen el objetivo de aumentar la amplitud de movimiento de las articulaciones o evitar su progresiva limitación en el caso de ciertas enfermedades degenerativas. Una revisión sistemática que evaluó la eficacia de diferentes métodos para aumentar la amplitud articular en 26 artículos concluyó que las formas más efectivas incluyen movilizaciones articulares pasivas, el uso de tablillas u órtesis de escayola y la realización de ejercicio terapéutico supervisado. Asimismo, la realización de estiramientos PNF (del inglés, propioceptive neuromuscular facilitation) tiene resultados positivos para el aumento de la amplitud articular. La masoterapia puede ayudar a la hora de mejorar la amplitud articular de los movimientos de flexión y abducción del hombro.